# گرانینا دو سگارا
گرانینا دو سگارا (به اسپانیایی: Grañena) یک منطقهٔ مسکونی در اسپانیا است که در سگرا واقع شده‌است. گرانینا دو سگارا ۱۶٫۳ کیلومتر مربع مساحت دارد.